# Brekov
Brekov – wieś (obec) na Słowacji położona w kraju preszowski, w powiecie Humenné. Pierwsze wzmianki o miejscowości pochodzą z roku 1314.
Według danych z dnia 31 grudnia 2010, wieś zamieszkiwało 1321 osób, w tym 677 kobiet i 644 mężczyzn.
W 2001 roku rozkład populacji względem narodowości i przynależności etnicznej wyglądał następująco:
- Słowacy – 97,20%
- Czesi – 0,56%
- Romowie – 1,52%
- Rusini – 0,16%
- Ukraińcy – 0,16%
- Węgrzy – 0,08%